# Wikipédia en waray-waray
Wikipédia en waray-waray (en waray-waray : Waray Wikipedia) est l’édition de Wikipédia en waray-waray, langue philippine parlée aux Philippines. L'édition est lancée le 25 septembre 2005. Son code est : war.
Au 20 mars 2025, l'édition en waray-waray contient 1 266 641 articles et compte 62 290 contributeurs, dont 82 contributeurs actifs et 3 administrateurs.

## Présentation et développement

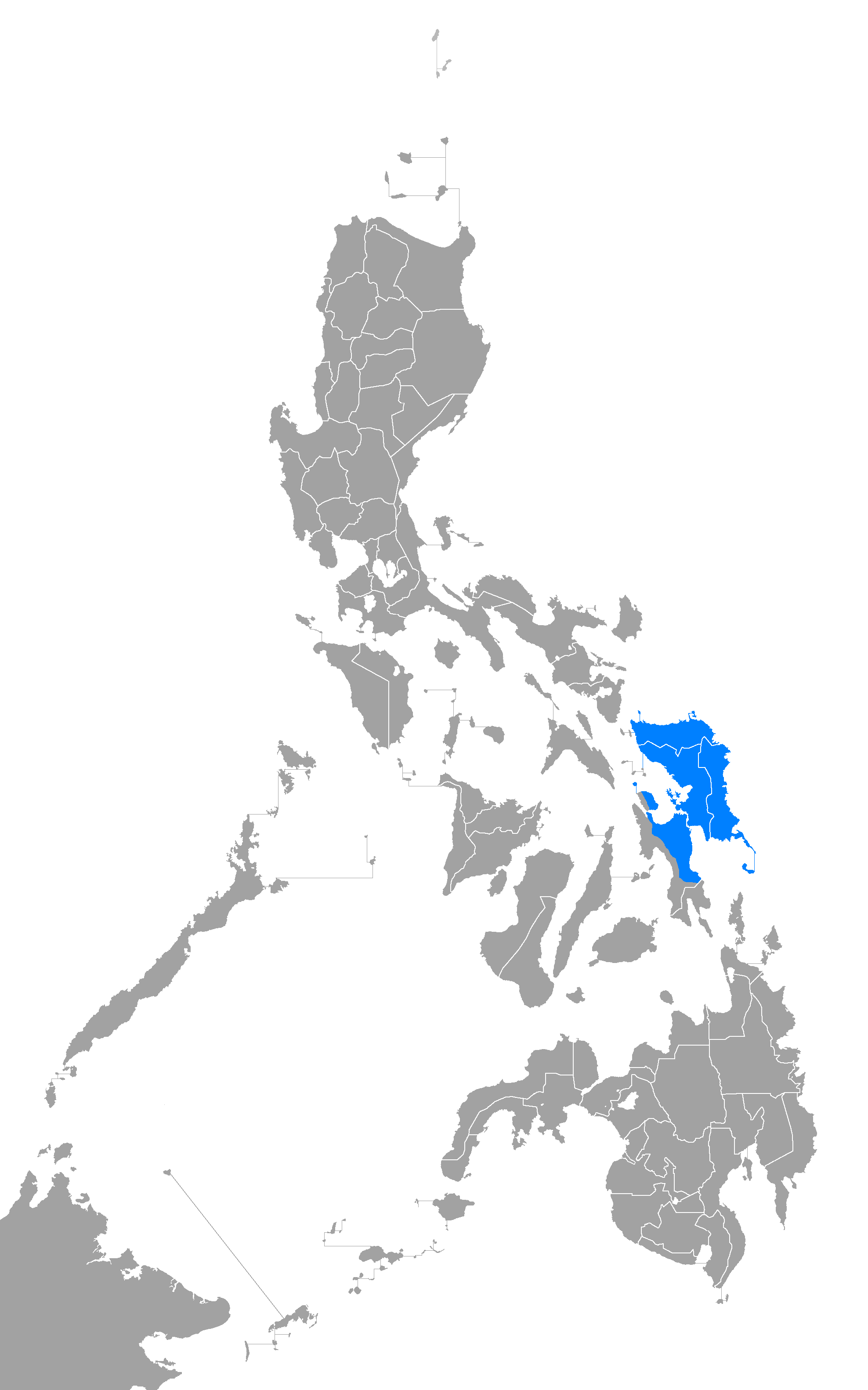
Zone des Philippines où est parlé le waray-waray.

La forte croissance de l'édition en waray-waray est due à l'utilisation d'un bot nommé Lsjbot.
Statistiques
- En mai 2010, l'édition en waray-waray compte plus de 60 000 articles. Le nombre de 100 000 articles est dépassé en août 2010.
- Le 11 juillet 2013, elle compte 459 560 articles et 16 181 utilisateurs, ce qui en fait la 15e version de Wikipédia en nombre d'articles.
- En novembre 2013, elle est la dixième édition de Wikipédia par nombre d'articles avec 913 734 articles.
- En mars 2015, elle devient la 6e édition de Wikipédia par nombre d'articles avec environ 1 260 000 articles, ce qui est notoire pour une langue parlée par moins de 3 millions de locuteurs dans le monde.
- Le 7 novembre 2022, elle contient 1 265 981 articles et compte 53 558 contributeurs, dont 76 contributeurs actifs et 3 administrateurs.
- Le 9 août 2024, elle contient 1 266 574 articles et compte 60 414 contributeurs, dont 85 contributeurs actifs et 3 administrateurs.